# Usambara-Buschviper
Die Usambara-Buschviper (Atheris ceratophora), auch als Gehörnte Buschviper bezeichnet, ist eine Schlangenart und zählt innerhalb der Familie der Vipern zur Gattung der Buschvipern (Atheris). Erstbeschrieben wurde sie im Jahr 1896 durch den österreichischen Zoologen Franz Werner.

## Merkmale
Die Usambara-Buschviper erreicht eine Länge von 35 bis 55 cm. Weibchen werden größer als Männchen. Der Kopf ist breit, bei Aufsicht herzförmig und setzt sich deutlich vom Hals ab. Das relativ große Auge weist bei Lichteinfall eine vertikal geschlitzte Pupille auf. Es sind 8 bis 12 Unterlippenschilde (Scutum sublabiale) und 7 bis 11 Oberlippenschilde (Scutum supralabiale) vorhanden. Körperunterseits zeigen sich bei Männchen 136 bis 150 Bauchschilde (Scutum ventrale) und 49 bis 58 Unterschwanzschilde (Scutum subcaudale), bei Weibchen 134 bis 152 Bauchschilde und 46 bis 57 Unterschwanzschilde. Die Körperoberseite wird von 21 bis 27 Reihen stark gekielter Dorsalschuppen (Scutum dorsale) bedeckt. Der Schwanz ist lang und besitzt eine Greiffunktion. Die Körperfärbung ist variabel, die Grundfärbung kann gelb, gelbgrün, olivgrün, gräulich oder schwarz erscheinen. Dabei tritt Atheris ceratophora mit drei Farbmorphen  (schwarz-gelbe Musterung, einfarbig olivgrün und einfarbig schwarz) in Erscheinung. Teilweise ist eine schwarze Fleckenzeichnung erkenntlich. Die Bauchseite ist dunkelorange bis schwärzlich gefärbt und kann dunkel gefleckt sein. Die Art weist den für Vipern typischen Giftapparat auf. Dabei stehen zu Giftdrüsen umgebildete Speicheldrüsen seitlich des Kopfes mit röhrenartigen Giftzähnen im vorderen Oberkiefer in Verbindung. Die Giftzähne sind bei geschlossenem Maul nach hinten eingeklappt (solenoglyphe Zahnstellung).
Atheris ceratophora besitzt als einzige Atheris-Art über jedem Auge ein bis drei hornartig umgebildete Schuppen. Hierauf bezieht sich auch der Artzusatz der zoologischen Bezeichnung: „ceratophora“, aus dem Altgriechischen kéras für ‚Horn' und phorós für ‚tragend'.

## Toxikologie
Durch Bissunfälle mit der Usambara-Buschviper verursachte Intoxikationen verlaufen selten schwerwiegend. Nach einem Giftbiss treten zunächst lokale Symptome wie Schmerzen und Ödem auf. Systemisch zeigen sich ggf. unspezifische Allgemeinsymptome (z. B. Übelkeit, Emesis, Kopfschmerzen, Abdominalschmerzen). Das Toxingemisch von Atheris ceratophora enthält Prokoagulantien, welche noch nicht hinreichend identifiziert wurden. Solche Toxine provozieren die Hämostase (Blutgerinnung) und können in ausreichender Dosierung durch einen Verbrauch an Gerinnungsfaktoren zu einer Verbrauchskoagulopathie und Ungerinnbarkeit des Blutes führen. Folglich kommt es zu Hämorrhagien (Blutungen). Das Auftreten einer Koagulopathie nach Giftbissen durch Atheris ceratophora ist jedoch selten. Weiterhin können eine sekundäre Schädigung der Nieren oder allergische Reaktionen als Komplikationen nicht ausgeschlossen werden. Klinischen Berichten zufolge tritt keine Nekrosebildung auf. Kardiotoxische (herzschädigende) Effekte wurden nicht beobachtet. Die Behandlung erfolgt symptomatisch, spezifische Antivenine stehen nicht zur Verfügung.

## Lebensweise
Atheris ceratophora ist vor allem während der Dämmerung und Nacht aktiv. Sie ist an eine arboricole, kletternde Lebensweise angepasst, wird jedoch auch auf dem Boden, etwa zwischen Grasbüscheln, beobachtet. Zum Beutespektrum der Art zählen Amphibien (vor allem Froschlurcharten der Gattung Hyperolius) sowie kleine Vögel, Säugetiere und Geckos. Die Fortpflanzung erfolgt durch Ovoviviparie, die Weibchen sind also ei-lebendgebärend.

## Verbreitung

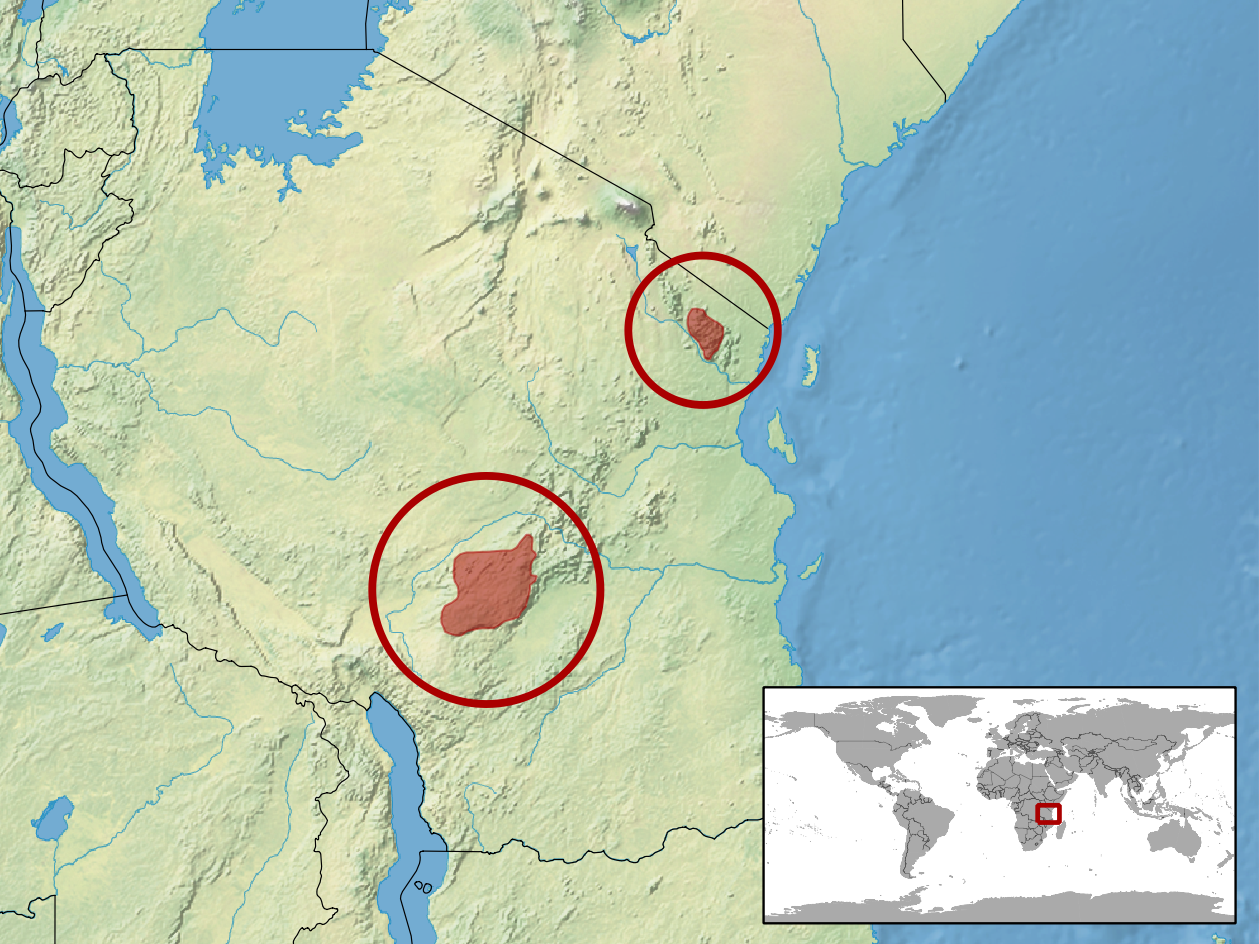
Das Verbreitungsgebiet der Usambara-Buschviper in Ostafrika

Das Verbreitungsgebiet liegt in Tansania und erstreckt sich über gebirgige Regionen von Usambara, Uluguru und Uzungwe. Die Art kommt in Höhen von 1400 bis 3000 m über dem Meeresspiegel vor. Der Lebensraum wird von montanen Waldregionen mit wechselnder Niederschlagsintensität und saisonabhängigen Durchschnittstemperaturen zwischen 11 und 25 °C dargestellt. Weiterhin sind Funde aus unmittelbarer Gewässernähe, offenen Flächen und Plantagen bekannt.

## Gefährdung
Die IUCN Red List führt Atheris ceratophora als 'vulnerable' (gefährdet). Dies wird durch ein kleines Verbreitungsareal und den Rückgang des natürlichen Lebensraums begründet. Exemplare werden selten gefunden. Über die Stabilität der Populationen liegen keine Daten vor.